# McLaren MP4-23
Der McLaren MP4-23 ist der 36. Formel-1-Rennwagen von McLaren. Er kam in der Formel-1-Weltmeisterschaft 2008 zum Einsatz.
Der V8-Motor FO 108V kam von Mercedes-Benz HPE. Am 7. Januar 2008 wurde das Fahrzeug in der Mercedes-Benz Welt in Stuttgart der Öffentlichkeit vorgestellt. Die Fahrer waren der Brite Lewis Hamilton sowie der Finne Heikki Kovalainen. Insgesamt fuhren sie acht Pole-Positions, sechs Siege und 151 Punkte heraus, wodurch das Team den zweiten Rang in der Konstrukteurswertung belegte. Zudem gewann Lewis Hamilton mit 98 Punkten die Fahrer-Weltmeisterschaft.

## Lackierung und Sponsoring
Der MP4-23 ist überwiegend in Silber lackiert. Durch den Hauptsponsor Vodafone besitzt das Fahrzeug zusätzlich rote Farbakzente. Es werben überdies Bridgestone, Hilton, Hugo Boss, Johnnie Walker, Mobil 1, Santander, SAP und Schüco auf dem Fahrzeug.

## Ergebnisse
| Fahrer                          | Nr.                             | 1 | 2 | 3  | 4   | 5  | 6 | 7   | 8  | 9 | 10 | 11 | 12 | 13  | 14 | 15 | 16  | 17  | 18 | Punkte | Rang |
| ------------------------------- | ------------------------------- | - | - | -- | --- | -- | - | --- | -- | - | -- | -- | -- | --- | -- | -- | --- | --- | -- | ------ | ---- |
| Formel-1-Weltmeisterschaft 2008 | Formel-1-Weltmeisterschaft 2008 |   |   |    |     |    |   |     |    |   |    |    |    |     |    |    |     |     |    | 151    | 2.   |
| L. Hamilton                     | 22                              | 1 | 5 | 13 | 3   | 2  | 1 | DNF | 10 | 1 | 1  | 5  | 2  | 3   | 7  | 3  | 12  | 1   | 5  | 151    | 2.   |
| H. Kovalainen                   | 23                              | 5 | 3 | 5  | DNF | 12 | 8 | 9   | 4  | 5 | 5  | 1  | 4  | 10* | 2  | 10 | DNF | DNF | 7  | 151    | 2.   |

| Legende  | Legende            | Legende                                                          |
| Farbe    | Abkürzung          | Bedeutung                                                        |
| -------- | ------------------ | ---------------------------------------------------------------- |
| Gold     | –                  | Sieg                                                             |
| Silber   | –                  | 2. Platz                                                         |
| Bronze   | –                  | 3. Platz                                                         |
| Grün     | –                  | Platzierung in den Punkten                                       |
| Blau     | –                  | Klassifiziert außerhalb der Punkteränge                          |
| Violett  | DNF                | Rennen nicht beendet (did not finish)                            |
| Violett  | NC                 | nicht klassifiziert (not classified)                             |
| Rot      | DNQ                | nicht qualifiziert (did not qualify)                             |
| Rot      | DNPQ               | in Vorqualifikation gescheitert (did not pre-qualify)            |
| Schwarz  | DSQ                | disqualifiziert (disqualified)                                   |
| Weiß     | DNS                | nicht am Start (did not start)                                   |
| Weiß     | WD                 | zurückgezogen (withdrawn)                                        |
| Hellblau | PO                 | nur am Training teilgenommen (practiced only)                    |
| Hellblau | TD                 | Freitags-Testfahrer (test driver)                                |
| ohne     | DNP                | nicht am Training teilgenommen (did not practice)                |
| ohne     | INJ                | verletzt oder krank (injured)                                    |
| ohne     | EX                 | ausgeschlossen (excluded)                                        |
| ohne     | DNA                | nicht erschienen (did not arrive)                                |
| ohne     | C                  | Rennen abgesagt (cancelled)                                      |
| ohne     | keine WM-Teilnahme |                                                                  |
| sonstige | P/fett             | Pole-Position                                                    |
| sonstige | 1/2/3/4/5/6/7/8    | Punktplatzierung im Sprint-/Qualifikationsrennen                 |
| sonstige | SR/kursiv          | Schnellste Rennrunde                                             |
| sonstige | *                  | nicht im Ziel, aufgrund der zurückgelegten Distanz aber gewertet |
| sonstige | ()                 | Streichresultate                                                 |
| sonstige | unterstrichen      | Führender in der Gesamtwertung                                   |